# Hou toch van mij
Chansons représentant la Belgique au Concours Eurovision de la chanson
Ma petite chatte
(1958) Mon amour pour toi
(1960)
Hou toch van mij (« Aime-moi, s'il-te-plaît ») est une chanson interprétée par le chanteur belge Bob Benny pour représenter la Belgique au Grand prix Eurovision de la chanson européenne 1959 qui se déroulait à Cannes, en France. C'est une des deux participations de Bob Benny à l'Eurovision. Deux ans plus tard, en 1961, il participe et représente à nouveau la Belgique avec September, gouden roos.
Bob Benny a également enregistré la chanson en allemand, intitulée Niemals zuvor (« Jamais auparavant »).

## Thème de la chanson
Dans la chanson, le chanteur dit à son amante « aime-moi autant que je t'aime », en comparant son amour à diverses autres choses aussi.

## À l'Eurovision
Elle est intégralement interprétée en néerlandais, une des langues nationales, comme le veut la coutume avant 1966. L'orchestre est dirigé par Francis Bay.
Il s'agit de la onzième et dernière chanson interprétée lors de la soirée, après Sing, Little Birdie de Pearl Carr & Teddy Johnson pour le Royaume-Uni. À l'issue du vote, elle a obtenu 9 points, se classant 6e sur 11 chansons, à égalité avec la chanson Piove (Ciao, ciao bambina) de Domenico Modugno pour l'Italie,.

## Classements

### Classements hebdomadaires
| Classement (1959)                      | Meilleure position |
| -------------------------------------- | ------------------ |
| Belgique (Flandre Ultratop 50 Singles) | 4                  |